# 布拉捷尼齊亞 (博霍杜希夫區)
50°16′44″N 35°40′45″E / 50.27889°N 35.67917°E
布拉泰尼齊亞（烏克蘭語：Братениця）是位於烏克蘭東部的村莊，由哈爾科夫州博霍杜希夫區的博霍杜希夫市鎮負責管轄。該村始建於1789年，面積2.13平方公里，海拔高度142米，2001年人口614，人口密度每平方公里288人。